# ニルギリ級フリゲート
ニルギリ級フリゲート（ニルギリきゅうフリゲート、英語: Nilgiri-class frigate）は、インド海軍のフリゲートの艦級。イギリス海軍のリアンダー級フリゲートの準同型艦であり、またインド国内で建造された初の大型水上戦闘艦でもある。

## 来歴
イギリス領インド帝国時代の王立インド海軍 (Royal Indian Navy) は、第二次世界大戦での連合国の勝利に大きく貢献した。第二次世界大戦末期より、来るべき戦後に備えて、王立インド海軍の大規模な増強計画が進められており、1943年中盤には巡洋艦・駆逐艦の導入が提案された。1950年には「王立インド海軍」から「インド海軍」へと改称して独立性を高めるとともに艦隊の拡充も図られていき、大戦中に提案された巡洋艦・駆逐艦は1948年から1949年にかけて順次に就役したほか、1954年にはイギリス海軍の防空護衛艦である41型フリゲートおよび廉価型対潜護衛艦である14型フリゲートの準同型艦3隻ずつが発注された。そして1956年には、14型と対になる高性能型対潜護衛艦である12型フリゲート（ホイットビィ級）の準同型艦としてタルワー級2隻が発注された。これらは1958年から1960年にかけて順次に就役した。
一方、イギリス本国では、船団護衛艦としての12型をもとに艦隊護衛艦として発展させたリアンダー級が開発され、1955/6年度より建造に着手していた。これとあわせて、インド海軍でも同級に準じた艦が建造されることになった。これが本級である。タルワー級の建造はイギリスの造船所で行われたのに対し、本級では、ムンバイのマザゴンドック造船所 (Mazagon Dock Shipbuilders Limited) で国産化することになり、1966年より建造が開始された。

## 設計
上記の経緯より、イギリス海軍のリアンダー級幅広型の設計がおおむね踏襲されているが、インドでの運用に合わせて改設計が施された。構成品の60パーセントは国産化されている。
大きな変更点が格納庫で、オリジナルで搭載されていたウェストランド ワスプよりも機体が長いチャタク・ヘリコプターを搭載する必要から、後方に入れ子式の部分を追加した。また最後期型2隻は、更に大型のシーキングMk.42を収容できるように格納庫を拡張し、ヘリコプター甲板にベアトラップ着艦拘束・機体移送装置を設置するなどの大規模な設計変更が行われており、排水量も増大した。また係留作業の便を考慮して、艦尾に切り欠きが設けられている。
主機もリアンダー級、ひいてはタルワー級と同系列で、バブコック・アンド・ウィルコックス（B&W）社製の水管ボイラー2缶（圧力38.7 kgf/cm2 (550 lbf/in2)、温度450 °C (842 °F)）とくみあわせたギアード・タービン（出力30,000馬力）で5翼式のスクリュープロペラ2軸を駆動する方式とされた。電源の合計出力もリアンダー級幅広型と同じく2,500キロワットであった。
なお本級は概して乗員が極めて多く、人口密度の高い艦であった。

## 装備
ネームシップでは、リアンダー級幅広型に準じたイギリス製の装備が搭載されたが、2番艦以降では、レーダーは下表のようにオランダ製に変更された。また個艦防空ミサイルも、ネームシップでは、シーキャットGWS-22の4連装発射機1基をMRS-3射撃指揮装置（903型レーダー装備）と組み合わせて搭載していたのに対し、2番艦以降では、ミサイル発射機2基をオランダ製のM4射撃指揮装置（M45レーダー装備）と組み合わせて搭載した。その後、シーキャットの陳腐化に伴い、全艦でAK-230 30mm高角機銃に換装されている。
探信儀として184型ソナー、対潜迫撃砲の目標捕捉用として170型ソナーを搭載したほか、1・2番艦では可変深度式の199型ソナーも搭載したが、以後の艦では可変深度ソナーは省かれた。また2番艦「ヒムギリ」では、184型にかえて、試験的に国産のAPSOH（Advanced Panoramic Sonar）を搭載した。そして最後期型2隻では、探信儀をSQS-505に変更するとともに、ディオドン可変深度ソナーを搭載した。

### 兵装・電装要目
|          | 1番艦                                    | 2～4番艦                        | 5・6番艦                        |
| -------- | ---------------------------------------- | ------------------------------- | ------------------------------- |
| 兵装     | 45口径114mm連装砲×1基                    | 45口径114mm連装砲×1基           | 45口径114mm連装砲×1基           |
| 兵装     | シーキャットGWS-22 短SAM 4連装発射機×1基 | シーキャット短SAM発射機×2基     | シーキャット短SAM発射機×2基     |
| 兵装     | リンボー対潜迫撃砲×1基                   | リンボー対潜迫撃砲×1基          | 375mm連装対潜ロケット発射機×1基 |
| 兵装     | リンボー対潜迫撃砲×1基                   | リンボー対潜迫撃砲×1基          | 324mm3連装魚雷発射管×2基        |
| 艦載機   | チャタク×1機                             | チャタク×1機                    | シーキング×1機                  |
| レーダー | 965M型 対空捜索用                        | RAWL-02 対空捜索用              | RAWL-02 対空捜索用              |
| レーダー | 993型 対空・対水上捜索用                 | DA-05 対空捜索用                | DA-05 対空捜索用                |
| レーダー | 993型 対空・対水上捜索用                 | ZW-06 対水上捜索用              |                                 |
| レーダー | 978型 航海用                             | デッカ式 航海用                 | デッカ式 航海用                 |
| レーダー | 903型 射撃指揮用×2基                     | M44 砲射撃指揮用×1基            | M44 砲射撃指揮用×1基            |
| レーダー | 903型 射撃指揮用×2基                     | M45 短SAM射撃指揮用×2基         |                                 |
| ソナー   | 184型 探信儀 (2番艦ではAPSOH)            | 184型 探信儀 (2番艦ではAPSOH)   | SQS-505 探信儀                  |
| ソナー   | 162M型 海底捜索用                        |                                 |                                 |
| ソナー   | 170型 目標捕捉用                         |                                 |                                 |
| ソナー   | 199型 可変深度式 (1・2番艦のみ)          | 199型 可変深度式 (1・2番艦のみ) | ディオドン 可変深度式           |

## 同型艦一覧
| #   | 艦名                           | 起工           | 進水            | 就役           | 退役            |
| --- | ------------------------------ | -------------- | --------------- | -------------- | --------------- |
| F33 | ニルギリ INS Nilgiri           | 1966年 10月    | 1968年 10月     | 1972年 6月23日 | 1996年 5月31日  |
| F34 | ヒムギリ INS Himgiri           | 1967年         | 1970年 6月5日   | 1974年 2月18日 | 2005年 5月6日   |
| F35 | ウダイギリ INS Udaygiri        | 1970年 9月14日 | 1972年 10月24日 | 1976年 2月18日 | 2007年 8月24日  |
| F36 | ドゥナギリ INS Dunagiri        | 1973年 1月     | 1974年 3月9日   | 1977年 5月5日  | 2010年 10月20日 |
| F41 | タラギリ INS Taragiri          | 1974年         | 1976年 10月25日 | 1980年 5月16日 | 2013年 6月27日  |
| F42 | ヴィンデャギリ INS Vindhyagiri | 1976年         | 1977年 11月12日 | 1981年 7月8日  | 2012年 6月11日  |